# Atlantic Beach (Carolina del Sud)
Atlantic Beach és una població dels Estats Units a l'estat de Carolina del Sud. Segons el cens del 2000 tenia 351 habitants.

## Demografia
Segons el cens del 2000, Atlantic Beach tenia 351 habitants, 132 habitatges i 83 famílies. La densitat de població era de 847,0 habitants/km².
Per edats la població es repartia de la següent manera: un 29,6% tenia menys de 18 anys, un 9,7% entre 18 i 24, un 36,2% entre 25 i 44, un 15,1% de 45 a 60 i un 9,4% 65 anys o més.
L'edat mediana era de 30 anys. Per cada 100 dones de 18 o més anys hi havia 93,0 homes.
La renda mediana per habitatge era de 24.375 $ i la renda mediana per família de 20.313 $. Els homes tenien una renda mediana de 16.477 $ mentre que les dones 17.000 $. La renda per capita de la població era de 12.492 $. Entorn del 31,3% de les famílies i el 27,6% de la població estaven per davall del llindar de pobresa.

## Poblacions més properes
El següent diagrama mostra les poblacions més properes.